# جيمس ديكسون فيليبس جونيور
جيمس ديكسون فيليبس جونيور (بالإنجليزية: James Dickson Phillips, Jr.)‏ هو قاضي ومحامي أمريكي، ولد في 23 سبتمبر 1922، وتوفي في 27 أغسطس 2017 في تشابل هيل في الولايات المتحدة.